# Ян Івар Якобсен
Ян Івар Якобсен, також відомий за прізвиськом Міні (норв. Jahn Ivar «Mini» Jakobsen, нар. 8 листопада 1965, Гравдаль, Норвегія) — норвезький футболіст, що грав на позиції нападника. Виступав за національну збірну Норвегії.
Восимиразовий чемпіон Норвегії. Чотириразовий володар Кубка Норвегії.

## Клубна кар'єра
У дорослому футболі дебютував 1984 року виступами за команду клубу «Буде-Глімт», в якій провів три сезони.
Згодом з 1988 по 1994 рік грав у складі команд клубів «Русенборг», «Янг Бойз», «Дуйсбург» та «Льєрс». Протягом цих років двічі виборював титул чемпіона Норвегії, ставав володарем Кубка Норвегії.
1994 року повернувся до клубу «Русенборг», за який відіграв п'ять сезонів. Більшість часу, проведеного у складі «Русенборга», був основним гравцем атакувальної ланки команди. За цей час додав до переліку своїх трофеїв ще п'ять титулів чемпіона Норвегії, знову ставав володарем Кубка Норвегії (двічі). Завершив професійну кар'єру футболіста виступами за команду «Русенборг» 1999 року.

## Виступи за збірні
Протягом 1986—1987 років залучався до складу молодіжної збірної Норвегії. На молодіжному рівні зіграв у 4 офіційних матчах.
1988 року дебютував в офіційних матчах у складі національної збірної Норвегії. Протягом кар'єри у національній команді, яка тривала 12 років, провів у формі головної команди країни 65 матчів, забивши 11 голів.
У складі збірної був учасником чемпіонату світу 1994 року у США, чемпіонату світу 1998 року у Франції.

## Статистика виступів

### Статистика клубних виступів
| Сезон                  | Клуб                   | Чемпіонат              | Чемпіонат | Чемпіонат | Національний кубок | Національний кубок | Національний кубок | Континентальні кубки | Континентальні кубки | Континентальні кубки | Суперкубки | Суперкубки | Суперкубки | Усього | Усього |
| Сезон                  | Клуб                   | Ліга                   | Ігор      | Голів     | Ліга               | Ігор               | Голів              | Ліга                 | Ігор                 | Голів                | Ліга       | Ігор       | Голів      | Ігор   | Голів  |
| ---------------------- | ---------------------- | ---------------------- | --------- | --------- | ------------------ | ------------------ | ------------------ | -------------------- | -------------------- | -------------------- | ---------- | ---------- | ---------- | ------ | ------ |
| 1983                   | «Буде-Глімт»           | 2Д                     | ?         | 0         | КН                 | ?                  | ?                  | -                    | -                    | -                    | -          | -          | -          | ?      | ?      |
| 1984                   | «Буде-Глімт»           | 3Д                     | ?         | 7         | КН                 | ?                  | ?                  | -                    | -                    | -                    | -          | -          | -          | ?      | ?      |
| 1985                   | «Буде-Глімт»           | 3Д                     | ?         | 18        | КН                 | ?                  | ?                  | -                    | -                    | -                    | -          | -          | -          | ?      | ?      |
| 1986                   | «Буде-Глімт»           | 3Д                     | ?         | 26        | КН                 | ?                  | ?                  | -                    | -                    | -                    | -          | -          | -          | ?      | ?      |
| 1987                   | «Буде-Глімт»           | 2Д                     | ?         | 16        | КН                 | ?                  | ?                  | -                    | -                    | -                    | -          | -          | -          | ?      | ?      |
| Усього за «Буде-Глімт» | Усього за «Буде-Глімт» | Усього за «Буде-Глімт» | ?         | 67        |                    | ?                  | ?                  |                      | -                    | -                    |            | -          | -          | ?      | ?      |
| 1988                   | «Русенборг»            | 1Д                     | 22        | 8         | КН                 | ?                  | ?                  | -                    | -                    | -                    | -          | -          | -          | ?      | ?      |
| 1989                   | «Русенборг»            | 1Д                     | 22        | 18        | КН                 | ?                  | ?                  | КЧ                   | 2                    | 0                    | -          | -          | -          | ?      | ?      |
| 1990                   | «Русенборг»            | 1Д                     | 22        | 17        | КН                 | ?                  | ?                  | КУ                   | 2                    | 1                    | -          | -          | -          | ?      | ?      |
| 1990–91                | «Янг Бойз»             | А                      | 21        | 7         | КШ                 | ?                  | ?                  | -                    | -                    | -                    | -          | -          | -          | ?      | ?      |
| 1991–92                | «Янг Бойз»             | А                      | 32        | 9         | КШ                 | ?                  | ?                  | -                    | -                    | -                    | -          | -          | -          | ?      | ?      |
| 1992–93                | «Янг Бойз»             | А                      | 27        | 16        | КШ                 | ?                  | ?                  | -                    | -                    | -                    | -          | -          | -          | ?      | ?      |
| Усього за «Янг Бойз»   | Усього за «Янг Бойз»   | Усього за «Янг Бойз»   | 80        | 32        |                    | ?                  | ?                  |                      | -                    | -                    |            | -          | -          | ?      | ?      |
| 1993–94                | «Дуйсбург»             | БЛ                     | 2         | 0         | КН                 | 0                  | 0                  | -                    | -                    | -                    | -          | -          | -          | 2      | 0      |
| 1993–94                | «Льєрс»                | Д1                     | 16        | 1         | КБ                 | ?                  | ?                  | -                    | -                    | -                    | -          | -          | -          | ?      | ?      |
| серп.-груд. 1994       | «Русенборг»            | ЕС                     | 5         | 2         | КН                 | ?                  | ?                  | КУ                   | 2                    | 1                    | -          | -          | -          | ?      | ?      |
| 1995                   | «Русенборг»            | ЕС                     | 25        | 10        | КН                 | ?                  | ?                  | ЛЧ                   | 8                    | 2                    | -          | -          | -          | ?      | ?      |
| 1996                   | «Русенборг»            | ЕС                     | 25        | 15        | КН                 | ?                  | ?                  | ЛЧ                   | 8                    | 1                    | -          | -          | -          | ?      | ?      |
| 1997                   | «Русенборг»            | ЕС                     | 26        | 12        | КН                 | ?                  | ?                  | ЛЧ                   | 7                    | 3                    | -          | -          | -          | ?      | ?      |
| 1998                   | «Русенборг»            | ЕС                     | 26        | 14        | КН                 | ?                  | ?                  | ЛЧ                   | 7                    | 0                    | -          | -          | -          | ?      | ?      |
| 1999                   | «Русенборг»            | ЕС                     | 21        | 2         | КН                 | ?                  | ?                  | ЛЧ                   | 11                   | 1                    | -          | -          | -          | ?      | ?      |
| Усього за «Русенборг»  | Усього за «Русенборг»  | Усього за «Русенборг»  | 194       | 98        |                    | 47                 | 9                  |                      | -                    | -                    |            | -          | -          | ?      | ?      |
| Усього                 | Усього                 | Усього                 | ?         | 198       |                    | ?                  | ?                  |                      | ?                    | ?                    |            | -          | -          | ?      | ?      |

### Статистика виступів за збірну
| Дата       | Місто                       | Господарі         | Результат | Гості             | Турнір             | Голи | Примітки |
| ---------- | --------------------------- | ----------------- | --------- | ----------------- | ------------------ | ---- | -------- |
| 09/08/1988 | Осло                        | Норвегія          | 1 – 1     | Болгарія          | товариський матч   | -    |          |
| 14/09/1988 | Осло                        | Норвегія          | 1 – 2     | Шотландія         | Відбір до ЧС 1990  | -    |          |
| 28/09/1988 | Париж                       | Франція           | 1 – 0     | Норвегія          | Відбір до ЧС 1990  | -    |          |
| 19/10/1988 | Пескара                     | Італія            | 2 – 1     | Норвегія          | товариський матч   | -    |          |
| 04/11/1988 | Братислава                  | Чехословаччина    | 3 – 2     | Норвегія          | товариський матч   | -    |          |
| 22/02/1989 | Афіни                       | Греція            | 4 – 2     | Норвегія          | товариський матч   | -    |          |
| 21/05/1989 | Осло                        | Норвегія          | 3 – 1     | Кіпр              | Відбір до ЧС 1990  | -    |          |
| 31/05/1989 | Осло                        | Норвегія          | 4 – 1     | Австрія           | товариський матч   | -    |          |
| 14/06/1989 | Осло                        | Норвегія          | 1 – 2     | Югославія         | Відбір до ЧС 1990  | -    |          |
| 23/08/1989 | Осло                        | Норвегія          | 0 – 0     | Греція            | товариський матч   | -    |          |
| 05/09/1989 | Осло                        | Норвегія          | 1 – 1     | Франція           | Відбір до ЧС 1990  | -    |          |
| 11/10/1989 | Сараєво                     | Югославія         | 1 – 0     | Норвегія          | Відбір до ЧС 1990  | -    |          |
| 25/10/1989 | Ель-Кувейт                  | Кувейт            | 2 – 2     | Норвегія          | товариський матч   | -    |          |
| 04/02/1990 | Валлетта                    | Південна Корея    | 2 – 3     | Норвегія          | товариський матч   | -    |          |
| 27/03/1990 | Белфаст                     | Північна Ірландія | 2 – 3     | Норвегія          | товариський матч   | -    |          |
| 08/06/1990 | Тронгейм                    | Норвегія          | 1 – 2     | Данія             | товариський матч   | -    |          |
| 22/08/1990 | Ставангер                   | Норвегія          | 1 – 2     | Швеція            | товариський матч   | -    |          |
| 12/09/1990 | Москва                      | СРСР              | 2 – 0     | Норвегія          | Відбір до ЧЄ 1992  | -    |          |
| 10/10/1990 | Берген                      | Норвегія          | 0 – 0     | Угорщина          | Відбір до ЧЄ 1992  | -    |          |
| 23/05/1991 | Осло                        | Норвегія          | 1 – 0     | Румунія           | товариський матч   | -    |          |
| 05/06/1991 | Осло                        | Норвегія          | 2 – 1     | Італія            | Відбір до ЧЄ 1992  | -    |          |
| 08/08/1991 | Осло                        | Норвегія          | 1 – 2     | Швеція            | товариський матч   | -    |          |
| 28/08/1991 | Осло                        | Норвегія          | 0 – 1     | СРСР              | Відбір до ЧЄ 1992  | -    |          |
| 25/09/1991 | Осло                        | Норвегія          | 2 – 3     | Чехословаччина    | Відбір до ЧЄ 1992  | 1    |          |
| 30/10/1991 | Сомбатгей                   | Угорщина          | 0 – 0     | Норвегія          | Відбір до ЧЄ 1992  | -    |          |
| 13/11/1991 | Генуя                       | Італія            | 1 – 1     | Норвегія          | Відбір до ЧЄ 1992  | 1    |          |
| 07/01/1992 | Каїр                        | Єгипет            | 0 – 0     | Норвегія          | товариський матч   | -    |          |
| 29/04/1992 | Орхус                       | Данія             | 1 – 0     | Норвегія          | товариський матч   | -    |          |
| 13/05/1992 | Осло                        | Норвегія          | 2 – 0     | Фарерські острови | товариський матч   | -    |          |
| 26/08/1992 | Осло                        | Норвегія          | 2 – 2     | Швеція            | товариський матч   | -    |          |
| 09/09/1992 | Осло                        | Норвегія          | 10 – 0    | Сан-Марино        | Відбір до ЧС 1994  | -    |          |
| 23/09/1992 | Осло                        | Норвегія          | 2 – 1     | Нідерланди        | Відбір до ЧС 1994  | -    |          |
| 07/10/1992 | Серравалле                  | Сан-Марино        | 0 – 2     | Норвегія          | Відбір до ЧС 1994  | 1    |          |
| 14/10/1992 | Лондон                      | Англія            | 1 – 1     | Норвегія          | Відбір до ЧС 1994  | -    |          |
| 30/03/1993 | Доха                        | Катар             | 1 – 6     | Норвегія          | товариський матч   | 1    |          |
| 28/04/1993 | Осло                        | Норвегія          | 3 – 1     | Туреччина         | Відбір до ЧС 1994  | 1    |          |
| 08/09/1993 | Осло                        | Норвегія          | 1 – 0     | США               | товариський матч   | -    |          |
| 13/10/1993 | Познань                     | Польща            | 0 – 3     | Норвегія          | Відбір до ЧС 1994  | -    |          |
| 10/11/1993 | Стамбул                     | Туреччина         | 2 – 1     | Норвегія          | Відбір до ЧС 1994  | -    |          |
| 09/03/1994 | Кардіфф                     | Уельс             | 1 – 3     | Норвегія          | товариський матч   | 1    |          |
| 20/04/1994 | Осло                        | Норвегія          | 0 – 0     | Португалія        | товариський матч   | -    |          |
| 22/05/1994 | Лондон                      | Англія            | 0 – 0     | Норвегія          | товариський матч   | -    |          |
| 01/06/1994 | Осло                        | Норвегія          | 2 – 1     | Данія             | товариський матч   | 1    |          |
| 05/06/1994 | Стокгольм                   | Швеція            | 2 – 0     | Норвегія          | товариський матч   | -    |          |
| 19/06/1994 | Вашингтон                   | Норвегія          | 1 – 0     | Мексика           | ЧС 1994 - 1-й етап | -    |          |
| 23/06/1994 | Нью-Йорк                    | Норвегія          | 0 – 1     | Італія            | ЧС 1994 - 1-й етап | -    |          |
| 28/06/1994 | Нью-Йорк                    | Норвегія          | 0 – 0     | Ірландія          | ЧС 1994 - 1-й етап | -    |          |
| 07/09/1994 | Осло                        | Норвегія          | 1 – 0     | Білорусь          | Відбір до ЧЄ 1996  | -    |          |
| 16/11/1994 | Мінськ                      | Білорусь          | 0 – 4     | Норвегія          | Відбір до ЧЄ 1996  | -    |          |
| 14/12/1994 | Валлетта                    | Мальта            | 0 – 1     | Норвегія          | Відбір до ЧЄ 1996  | -    |          |
| 06/02/1995 | Ларнака                     | Норвегія          | 7 – 0     | Естонія           | товариський матч   | 2    |          |
| 08/02/1995 | Нікосія                     | Кіпр              | 0 – 2     | Норвегія          | товариський матч   | -    |          |
| 29/03/1995 | Люксембург                  | Люксембург        | 0 – 2     | Норвегія          | Відбір до ЧЄ 1996  | -    |          |
| 29/04/1995 | Осло                        | Норвегія          | 5 – 0     | Люксембург        | Відбір до ЧЄ 1996  | 1    |          |
| 25/05/1995 | Осло                        | Норвегія          | 3 – 2     | Гана              | товариський матч   | -    |          |
| 07/06/1995 | Осло                        | Норвегія          | 2 – 0     | Мальта            | Відбір до ЧЄ 1996  | -    |          |
| 16/08/1995 | Осло                        | Норвегія          | 1 – 1     | Чехія             | Відбір до ЧЄ 1996  | -    |          |
| 06/09/1995 | Прага                       | Чехія             | 2 – 0     | Норвегія          | Відбір до ЧЄ 1996  | -    |          |
| 11/10/1995 | Осло                        | Норвегія          | 0 – 0     | Англія            | товариський матч   | -    |          |
| 15/11/1995 | Роттердам                   | Нідерланди        | 3 – 0     | Норвегія          | Відбір до ЧЄ 1996  | -    |          |
| 07/02/1996 | Лас-Пальмас-де-Гран-Канарія | Іспанія           | 1 – 0     | Норвегія          | товариський матч   | -    |          |
| 27/03/1996 | Белфаст                     | Північна Ірландія | 0 – 2     | Норвегія          | товариський матч   | -    |          |
| 24/04/1996 | Осло                        | Норвегія          | 0 – 0     | Іспанія           | товариський матч   | -    |          |
| 10/09/1997 | Осло                        | Норвегія          | 5 – 0     | Швейцарія         | Відбір до ЧС 1998  | 1    |          |
| 16/06/1998 | Бордо                       | Норвегія          | 1 – 1     | Шотландія         | ЧС 1998 - 1-й етап | -    |          |
| Усього     |                             | Матчів            | 65        |                   | Голів              | 11   |          |

## Досягнення
- Чемпіон Норвегії:

«Русенборг»: 1988, 1990, 1994, 1995, 1996, 1997, 1998, 1999
- Володар кубка Норвегії:

«Русенборг»: 1988, 1990, 1995, 1999